# Deifr
Deifr è il nome brittonico della parte orientale dell'odierna contea dello Yorkshire (Inghilterra settentrionale), che significa costiero o acque. Per alcuni potrebbe invece venire dalla parola brittonnica Daru, che significa quercia. Per altri ancora bisognerebbe risalire al nome latino della città di Malton, Derventio. Dopo la conquista anglosassone, l'area fu conosciuta col nome di Deira.
Il Deifr era probabilmente una suddivisione dell'ampio territorio della tribù celtica dei briganti, prima che questo venisse conquistato dai romani attorno all'80 d.C. La sua capitale era l'odierna York.
Dopo la fine del dominio romano in Britannia (ca. 410), quest'area fece parte dell'Y Gogledd Hen, regno britannico del nord, e poi divenne parte del reame indipendente dell'Ebrauc, che sul finire del VI secolo cadrà sotto i colpi degli invasori anglosassoni. Uno degli ultimi sovrani del regno britannico fu Peredur Paladr Hir, che alcuni studiosi identificano col Percival delle leggende arturiane. In seguito, la Deira sarà unita a un altro regno anglosassone, la Bernicia, dando così vita alla Northumbria.